# Henri Piazza
Henri Piazza (Roma, 7 luglio 1861 – Parigi, 23 ottobre 1929) è stato un editore, traduttore e poeta italiano, ma trascorse maggior parte della sua vita in Francia.
È considerato uno dei più importanti iniziatori della pubblicazione di libri illustrati di lusso in edizioni limitate tra la fine del XIX e l'inizio del XX secolo.

## Biografia

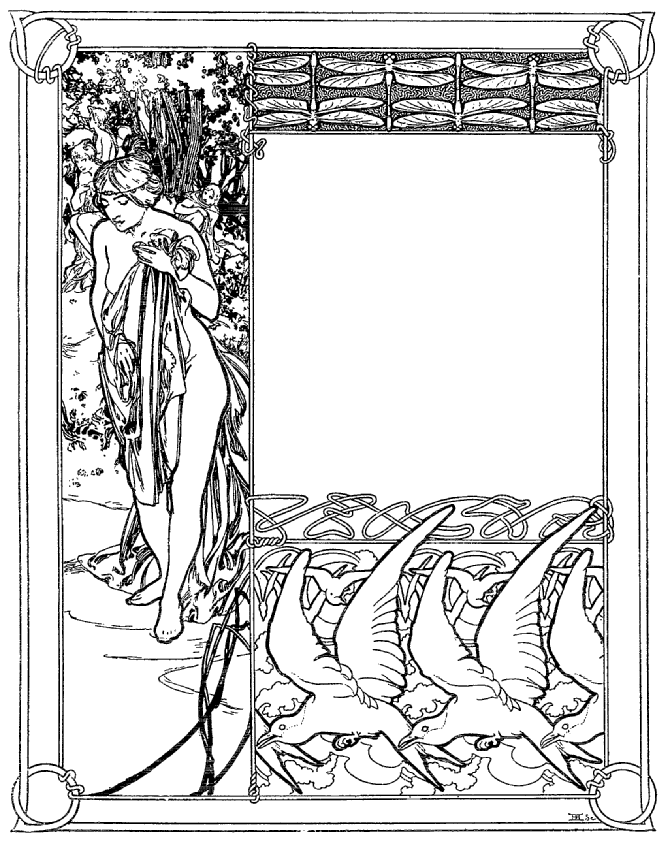
Pagina di Ilsée, princesse de Tripoli disegnato da Mucha

Dal maggio 1897 all'aprile 1899, pubblicò la rivista mensile d'arte L'Estampe moderne, con Charles Masson (1858-1931), futuro direttore del Musée du Luxembourg con più di 100 litografie, la maggior parte delle quali sono stampate da F. Champenois.
La società di Henri Piazza prese il nome di "L'Édition d'art H. Piazza et Cie".

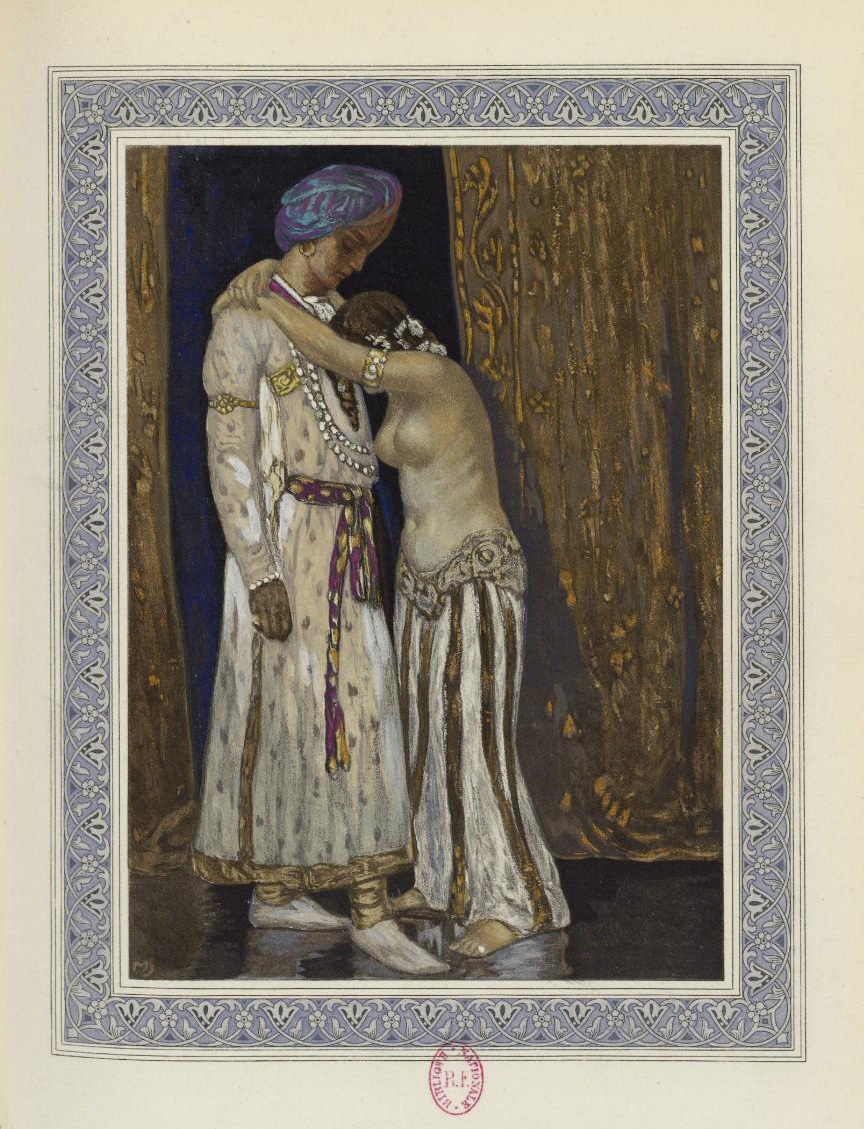
Illustrazione de Michel Simonidy per l'Histoire de Minoutchehr: selon le Livre des Rois - 1919

Alcune delle opere più importanti pubblicate sono:
- 1897: Ilsée, princesse de Tripoli di Robert de Flers, ogni pagina illustrata da Alfons Mucha con litografie stampate da F. Champenois, stampatore parigino di Piazza.
- 1900: Cloche de Noël et de Pâques di Emile Gebhart, illustrato anche da Mucha.
- 1900: Le roman de Tristan et Iseult di Joseph Bédier, illustrato da Robert Engels e tradotto in tmolte lingue
- 1905: The Flower Book di Edward Burne-Jones, pubblicato postumo dalla moglie del pittore e stampato in 300 copie. Contiene 38 illustrazioni dipinte e ritoccate a mano.

Nel 1920 fu lanciata la collezione "Epopées et légendes".
Nel novembre 1922, Piazza creò una nuova società, "Le Livre français", che si definiva come una "casa editrice di capolavori francesi del racconto e del romanzo in edizioni di lusso accessibili al grande pubblico".
Il comitato di patronato era composto da scrittori famosi e la segreteria generale letteraria era affidata a Edmond Pilon. La prima opera pubblicata dalla società fu La Princesse de Clèves di Madame de Lafayette.
Quando Piazza morì nel 1929, la casa editrice fu rilevata da Robert Hostater, il suo ex assistente. In questo periodo, caratterizzato dall'attrazione della società per l'orientalismo e l'art déco, va segnalata l'edizione in 12 volumi delle opere complete di Alfred de Musset, illustrate con 309 composizioni di André-Édouard Marty (1932-1936).
Nel 1944, la collezione fu acquistata da "Les Heures Claires, Édition de livres d'art et de bibliophilie" e il marchio scomparve a metà degli anni Settanta del Novecento.

## Catalogo

### Autori
La casa editrice d'arte Henri Piazza ha pubblicato opere di numerosi artisti fra i quali
- Pierre Benoit
- Charles Guyot[4]
- Pierre Loti
- Pierre Louÿs
- Camille Mauclair
- Joseph-Charles Mardrus
- Maurice Maeterlinck
- Edgar Allan Poe
- René de Segonzac
- Franz Toussaint
- Paul Tuffrau

### Illustratori
Henri Piazza si è avvalso della collaborazione di numerosi illustratori, tra i quali:
- Georges Barbier
- Paul-Émile Bécat
- Antoine Calbet
- Léon Carré
- Henri Cassiers
- Henry Cheffer
- Étienne Dinet
- André de Doba
- Jean Droit
- Élie Dubois
- Edmund Dulac
- Robert Engels
- Daniel Girard
- Charles Guérin
- Lucienne Heuvelmans
- Marcel Jeanjean
- Charles Jouas
- František Kupka
- Joseph de La Nézière
- Chas Laborde
- Xavier de Langlais
- Edmond Malassis
- André Édouard Marty
- Alphonse Mucha
- Kay Nielsen
- Arthur Rackham
- Mohamed Racim
- Carlos Schwabe
- Michel Simonidy
- Kostia Terechkovitch
- Jacques Touchet
- Louis Willaume